# 平松幹夫
平松 幹夫（ひらまつ みきお、1903年9月6日 - 1996年5月8日）は、日本の英文学者、翻訳家。

## 略歴
東京生まれ。慶應義塾大学英文科卒。1926年より『三田文学』に小説や評論を発表。1927年より『三田文学』の編輯に当たるが病気のため、1978年に和木清三郎に交代。
藤原工業大学助教授、慶大工学部教授、1971年定年となる。岩波書店の『水上滝太郎全集』の編纂に当たる。戦後日本ペンクラブ理事。1953年、国際ペンクラブ大会に出席。日本翻訳家協会会長。東洋一の筆名を使った。

## 著書
- 『南海の合唱』（東洋一名義、小学館） 1943

## 翻訳
- 『日本印象』（G・S・フレーザー、斎藤勇ら共訳、朝日新聞社） 1952
- 『カケモノ 占領日本の裏表』(オーナー・トレイシイ、文芸春秋新社） 1952
- 『二十世紀アメリカ社会史』（F・L・アレン、佐藤亮一共訳、角川書店） 1955 「現代アメリカ社会史」文庫
- 『七人のオーストラリアの子どもたち』(エセル・ターナー、学習研究社、少年少女・新しい世界の文学） 1975
- 『オーストラリアの文学 短編傑作選』（編訳、サイマル出版会） 1982.1
- 『ヘンリー・ローソン 短篇小説・自叙伝』（ヘンリー・ローソン、古宇田敦子編、監訳、勁草書房） 1989.10
- 『ローソンの世界 短篇小説・エピソード』（ヘンリー・ローソン、古宇田敦子編、監訳、勁草書房） 1995.10

## 参考
- 日本近代文学大辞典
- 文藝年鑑2007